# 2014年乌鲁木齐公园北街早市暴力恐怖袭击案
2014年乌鲁木齐公园北街早市暴力恐怖袭击案（中华人民共和国官方称为“乌鲁木齐市‘5·22’暴力恐怖案”，媒体也称为“乌鲁木齐爆炸案”、“乌鲁木齐暴力恐怖案”）是2014年5月22日7点50分许在中国新疆维吾尔自治区乌鲁木齐市沙依巴克区人民公园西侧的公园北街早市发生的严重暴力案件，中国官方将此事件定性为恐怖袭击。 该事件造成43人死亡（其中无辜群众39人，袭击者4人），94人受伤，死伤者大多数是买早餐的老年人。

## 背景
乌鲁木齐市人民公园旁的公园北街是当地较大的生活早市，营业时间从早7时到9时30分，每天的人流量很大。事发地点为位于乌鲁木齐市沙依巴克区文化宫早市，为该市人流量较大的早市，已有22年历史。在这条200多米长的居民区的街道上，有蔬菜瓜果、肉类和日用百货等摊位。
2006年的数据显示，当时早市就已有固定摊位350户，管理费是每个月150元，其中有不少下岗工人摆的摊位，还有不少流动摊贩，节假日时甚至可达千家商户，规模在沙依巴克区可以说是最大的一家。
2014年5月20日至21日，亚洲相互协作与信任措施会议第四次峰会（简称“亚信峰会”）在上海举行。5月21日，在亚信峰会主旨发言中，习近平提出“对恐怖主义、分裂主义、极端主义这‘三股势力’，必须采取零容忍态度”。这是习近平自2012年11月中共十八届一中全会当选中共中央总书记上台以来第一次提出对恐怖主义“零容忍”。 
2014年5月21日，新疆维吾尔自治区高级人民法院召开新闻发布会，公布了此前新疆维吾尔自治区各地人民法院对涉传播暴力恐怖音视频犯罪的16起案件进行公开宣判的情况，称这16起案件的罪名涉及组织、领导、参加恐怖组织罪，煽动民族仇恨民族歧视罪，非法制造枪支罪等等，涉案的39名被告均被依法判处有期徒刑，其中最长刑期为15年。

## 事件经过

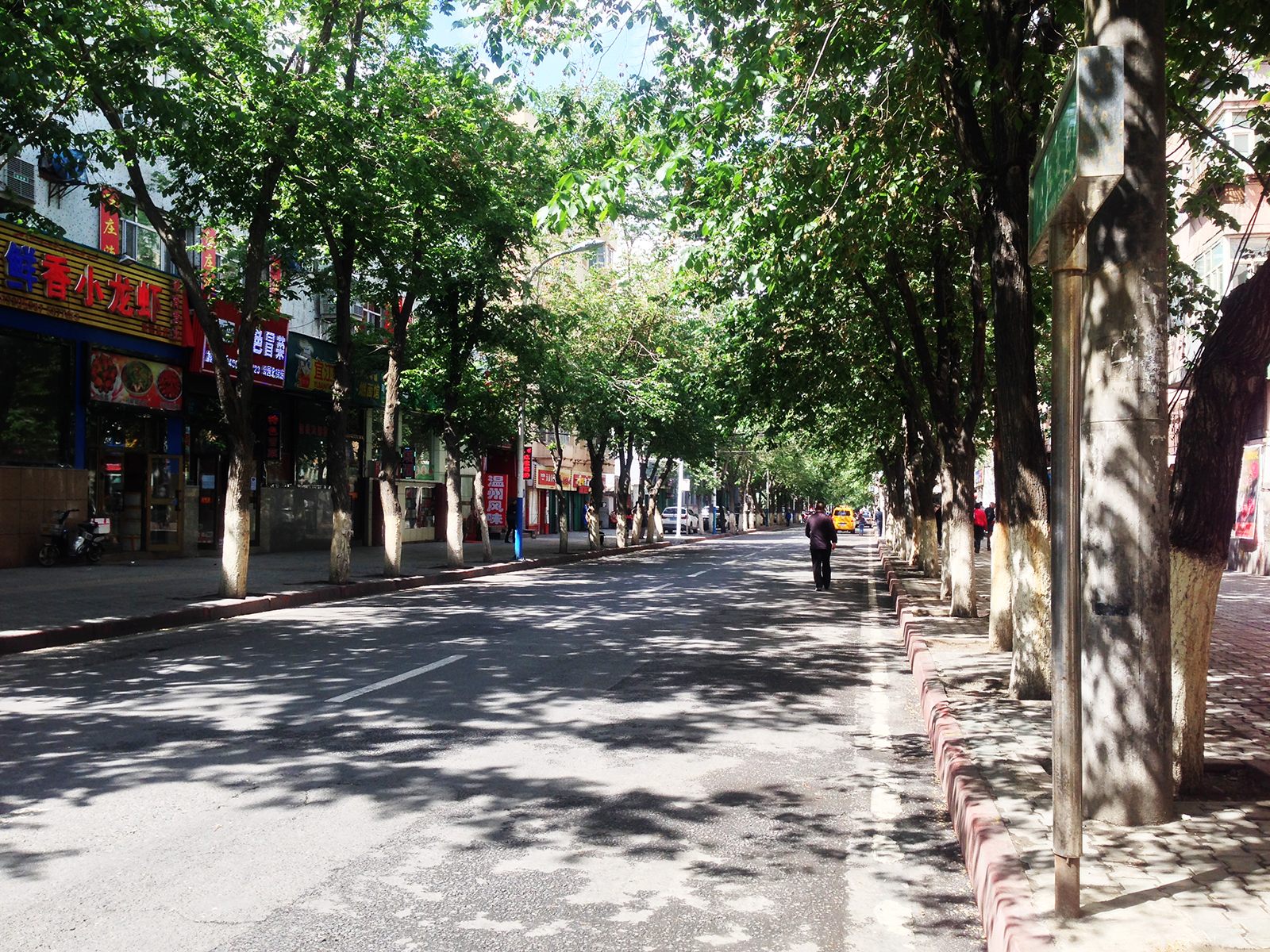
2014年5月23日的乌鲁木齐公园北街（向前50米处为爆炸发生地点）

爆炸发生在乌鲁木齐市中心人民公园附近的北街早市。两辆越野车自北向南开过来，冲破防护隔离铁栏，冲撞碾压早市上的人群，車子停下時，已有十幾人受傷躺地。之後車上的人向外擲爆炸物，車輛再猛烈爆炸，一連十多響爆炸聲，持續數分鐘之久。有目擊者稱，車身插有疑似東伊運的「星月旗」。袭击者自爆死亡。
爆炸发生地靠近时任乌鲁木齐市市长伊力哈木·沙比尔的家。听到连续爆炸声以后，家住在附近的伊力哈木·沙比尔匆匆跑下楼，组织小区居民及社会车辆救援，将受伤者送往附近的新疆维吾尔自治区中医医院、乌鲁木齐市中医医院接受救治。
乌鲁木齐市政法委书记焦亦民表示，事件发生之后，现场民警随即封控现场并组织救援，其他警力及应急救援力量也很快到达，10分钟内完成全部伤者送医救治、中心现场排爆灭火、物证搜集等工作。根据记者了解，事件发生半小时内，大批公安、武警、消防、社区工作人员开展了现场处置；事件发生1小时后，案发地区交通基本恢复。

## 侦破结果与后续调查
5月22日，国务委员、公安部部长郭声琨带领工作组赶赴新疆指导案件侦办和处置工作。
5月23日，警方查明，实施袭击的共有5名成员，分别为努尔艾合买提·阿布力皮孜、麦麦提·麦麦提明、热依木江·麦麦提、麦麦提敏·麦合买提、阿卜来提·阿卜杜喀迪尔。4名现场实施犯罪的暴恐分子当场被炸死，参与策划的其中一名团伙成员努尔艾合买提·阿布力皮孜22日晚在新疆巴州抓获，死亡暴恐分子的身份已经DNA检验确认。该团伙为实施暴力长期受宗教极端思想影响，参加非法宗教活动，收听收看暴力恐怖音视频。并购买制爆原料和作案车辆，制作爆炸装置。

## 审判
乌鲁木齐市中级人民法院于12月8日一审，法院认为犯罪嫌疑组织形成于2014年2月，他们购置车辆、制爆原料、制造、试爆爆炸物。5月22日，热伊木江·麦麦提、麦麦提·麦麦提敏、麦麦提敏·麦合木提、阿卜来提·阿卜杜喀迪尔驾车自爆。判处阿卜力孜·达伍提、努尔艾合麦提·阿卜力皮孜等6人死刑；肉孜麦麦提·吾布力艾山等2人死刑缓期二年执行，剥夺政治权利终身；木海买提·依比热合木无期徒刑，剥夺政治权利终身；阿布迪力米提·麦合木提等2人有期徒刑10年，剥夺政治权利3年。

## 后续事件

### 新疆维吾尔自治区

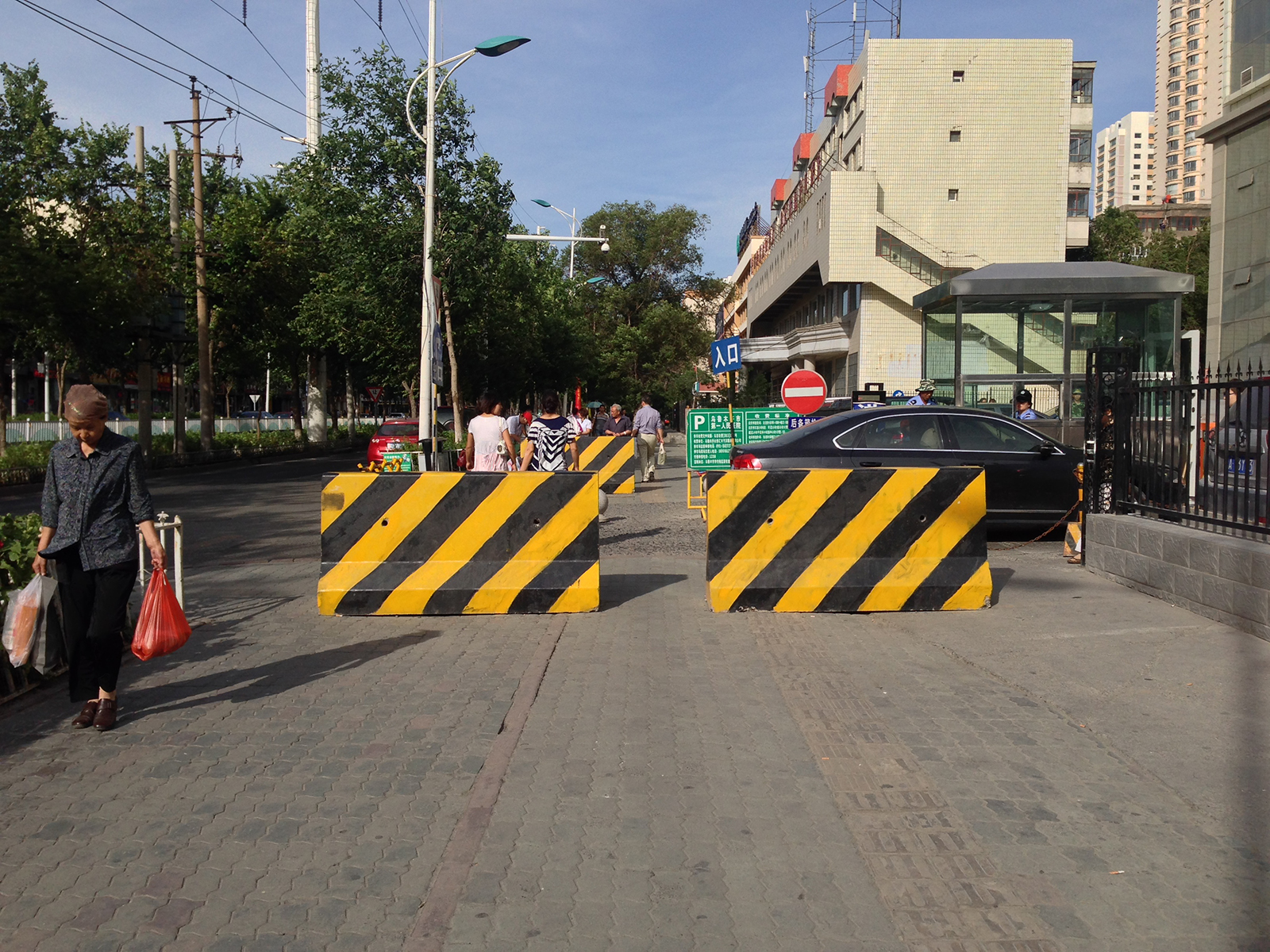
爆炸发生后，乌鲁木齐全市加强防备，各个学校、居民区入口、街道和重要路口等均放置有水泥路障以防备类似汽车冲撞袭击。图为乌鲁木齐新市区河南东路上摆放的水泥路障。

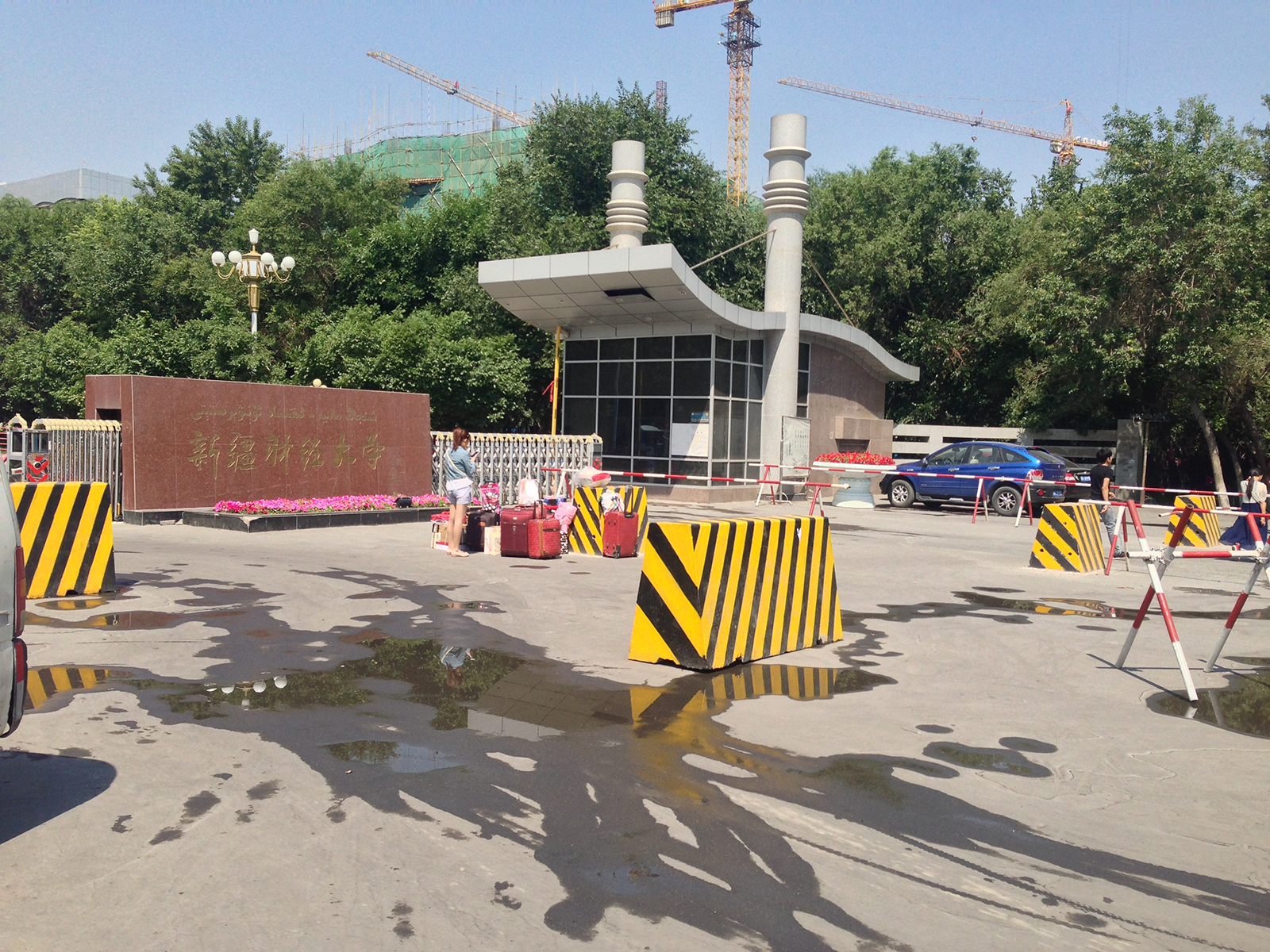
2014年5月22日公园北街汽车爆炸袭击后，各个学校门口设立路障。图为乌鲁木齐新疆财经大学门口的水泥路障。

5月22日，首批74396名“三民（访民情、解民忧、保民安）”干部因袭击案全部取消休假。
5月23日起，一些乌鲁木齐市民自发来到事发地公园北街，不分民族、不分老幼，用鲜花和蜡烛悼念袭击案遇难者。至案发当日晚间8时，公园北街的路边已经摆满了近50米的鲜花。当日，乌鲁木齐市举行反恐誓师大会，市交警支队宣布从18:00开始，市区南湖路沿线由北向南、北门、南门、解放南路沿线、大湾北路沿线、人民路、和平北路沿线实行交通管制。乌鲁木齐市公安局交警支队宣布，将加大对学校周边的交通管理，全部学校100米内禁止停放车辆，在学校周边将加大警力，以保障中小学生的出行安全。并且还将对校车加强管理。所有车辆在学校、医院、车站等公共场所仅许临时上下客，不允许长时间停放。新疆莎车县警方发现5枚炸弹被安放在不同地点，除一小炸弹爆炸外，其余被及时拆除。乌鲁木齐快速公交禁止乘客携带液体和打火机乘车。
为应对极其复杂严峻的新疆反恐斗争形势，中共新疆自治区党委按照国家反恐怖工作领导小组部署要求，决定从2014年5月23日起至2015年6月，以新疆为主战场启动严打暴力恐怖活动专项行动。5月24日，策勒县民众向公安机关举报：阿某曾多次向他人进行宣传，煽动民族仇恨。5月25日，巴楚县村民在干农活时发现有5人带有折叠镰刀在排碱渠内睡觉，立即报警。民警迅速和村干部、住村干部前往现场，在盘查过程中，5人高喊“圣战”口号持刀袭击民警，民警当场击毙击伤3人，抓获1人。5月27日，轮台县公安局根据群众举报，将非法聚会、举行非法宗教活动的7名嫌疑人抓获，查缴大量体能训练器具和宗教极端内容书籍。6月2日，库尔勒市公安局新城派出所根据群众举报，在一住宅小区抓获一名在网上宣传煽动极端思想的人。洛浦县、且末县等地公安机关还在民众举报下查获管制刀具、发令枪子弹等违禁物品，一些群众主动上交了猎枪子弹、雷管、导火索、仿真枪等违禁物品。截至6月13日，全疆公安机关接到来自民众的300多条线索，破获9个暴恐团伙、1个宗教极端团伙，抓获涉案人员60余人，收缴爆炸装置160余枚，查获制爆原料40余公斤，收缴一批制爆工具、多媒体卡及“圣战”旗帜等非法宗教宣传物品，打掉2个非法音视频刻录点。
5月24日，新疆维吾尔自治区高级人民法院、人民检察院、公安厅发布《关于依法严厉打击暴力恐怖活动的通告》，称违法犯罪分子通告发布之日起30日内投案自首，可争取宽大处理。
5月25日，新疆警方“零点行动”在和田、喀什、阿克苏等地区抓获200余嫌犯涉暴力恐怖犯罪的嫌疑人，该批嫌疑人基本以80后、90后为主体。
5月27日，和田地区公安机关打掉以阿布力孜·达吾提为首的重大暴力恐怖团伙，先后在洛浦县、皮山县、和田市抓获5名团伙成员，捣毁2个制爆窝点，缴获该团伙准备制作爆炸装置原材料1.8吨以及大量半成品爆炸装置。阿布力孜·达吾提（皮山县人）纠集肉孜麦麦提·吾布力艾山、阿巴斯·斯热吉、米吉提·麦麦提敏、阿布迪力米提·麦合木提观看宣扬暴力恐怖和宗教极端内容音视频，先后到内地和乌鲁木齐等地搜集、购买制爆原材料，并制作爆炸装置，藏匿于和田等地，密谋伺机发动暴力恐怖袭击。“5·22”案发生后，他们连夜制作爆炸装置，预谋在和田市模仿“5·22”案。又在阿克苏、喀什、和田、伊犁等地抓获了一批参与暴恐活动、传播暴恐音视频、非法制造危爆物品和非法偷越国（边）境的犯罪嫌疑人。上午，新疆伊犁哈萨克自治州召开公开宣判、公开逮捕和公开刑事拘留大会，对阿布力米提·阿布都拉等6起案件55名犯故意杀人罪、分裂国家罪、组织领导参与恐怖组织罪的犯罪分子进行了公开宣判。伊犁州公安局宣布对阿卜杜艾尼·亚森等38名犯罪嫌疑人实行公开逮捕，对阿尔曼·阿力木江等27名犯罪嫌疑人实行公开刑事拘留。《环球时报》发表文章“探访乌市暴恐分子老家：部分人连玉米面都吃不上”，文章中描述了记者于5月24日的访问历程。28日，原新疆法制报社社长、总编辑蔡宇知通过个人微博表示，27日环球时报的文章拟题不当、并靠着政策特权为报纸谋利，不顾职业操守。随后环球时报旗下的环球网及转载该文章的网站将此文章删除。新疆伊犁州人民政府办公厅党组成员、副主任巴图尔·杜瓦买提对暴恐事件态度暧昧被立案调查。因持续不断的暴恐事件造成新疆维吾尔自治区旅游游客与去年同期相比下降了40%左右，新疆划拨专项资金，为每位到新疆的游客提供500元人民币奖励。随后，新疆旅游宣传推广中心范分良介绍，“新疆为每位赴疆游客奖500元”确实存在，但活动在是在2014年1月至4月期间展开，已结束。
5月28日，一份名为《关于对部分即时通讯工具临时管制的通告》的文件日前在网上流传，文件称“北京时间零时起，在保障广大用户正常上网、通话、短信的情况下，和田地区严厉打击暴力恐怖活动专项行动指挥部对部分即时通讯工具（微信、QQ）先行采取临时管制措施。”一位来自新疆公安系统的内部人员对财新记者确认了内容的真实性。

### 其它直辖市和省市
5月22日晚北京市公安局紧急启动社会面一级防控方案，全体民警停止休假，各警种处置突发事件力量24小时保持临战状态，最大化组织警力上街。从5月23日起，北京市公安局民警在北京地铁一号线西单站、天安门西站、天安门东站、王府井站、东单站配枪巡逻，配有警用左轮制式手枪。这并非北京警方第一次在地铁站配枪巡逻，以往在地铁站配枪巡逻的是特警，配有防暴枪等警用枪械，已坚持几年。此次是北京市的民警首次在地铁站配枪巡逻。
5月26日，中共中央总书记习近平主持召开中共中央政治局会议，研究新疆社会稳定工作。会议认为，要把严厉打击暴力恐怖活动作为当前斗争的重点，使宗教极端势力渗透蔓延和暴力恐怖活动得到遏制。并采取特殊措施支持南疆发展，加强兵团维稳戍边能力建设。全面提高新疆各级各类学校教育质量，在南疆全面实行高中阶段免费教育政策。
5月27日，北京警方表示：北京一线特警近期随身配发的子弹已经增加一倍。一旦面对正在实施暴力活动的恐怖分子，无需警告可直接开枪。辽宁开通24小时举报电话，举报涉恐案最高奖50万。
四川省甘孜藏族自治州举行反恐维稳联合实战演练。
5月28日至29日，中共中央政治局召开第二次中央新疆工作座谈会，习近平、李克强、张德江、俞正声、刘云山、王岐山、张高丽等出席会议。
6月20日，中国国家互联网信息办公室在北京召开铲除网上暴恐音视频专项行动动员会，宣布启动铲除网上暴恐音视频的专项行动。

## 各方反应

### 中华人民共和国
- 中共中央总书记、國家主席、中央军委主席习近平做出批示，要求迅速侦破案件，从严惩处暴恐分子，及时组织救助受伤群众，安抚受害者家属，全面加强社会面巡控和重点部位防控，严防发生连锁反应，对暴恐活动和恐怖分子必须警钟长鸣，重拳出击，持续保持严打高压态势，全力维护社会稳定[2]。
- 中共中央政治局常委、国务院总理李克强做出批示。他要求全力救治受伤群众，迅速侦破案件，抓紧缉捕暴恐分子。[45]
- 中共中央政治局委员、中央政法委书记孟建柱表示，这是一起严重暴力恐怖案件，要求严打暴恐怖犯罪。[3]
- 中共中央政治局委员、中共新疆维吾尔自治区委书记张春贤在案发当日组织召开新疆维吾尔自治区干部大会，并在会上表示：以零容忍零懈怠的措施和手段 坚决把暴恐分子的嚣张气焰打下去。[46]
- 新疆维吾尔自治区人民政府主席努尔·白克力发表电视讲话，代表自治区党委、自治区人民政府“对暴恐分子的滔天罪行表示最严厉谴责，对在这起暴恐案件中死难的无辜群众表示沉痛哀悼，对死难者家属和受伤人员表示亲切慰问”[47]。
- 新疆维吾尔自治区人大常委會主任雪克來提·扎克爾在自治區幹部大會上表示，“案件的發生再次暴露了暴力恐怖分子踐踏人權、破壞法制、公然挑釁人類文明底線的反社會本質；再次表明暴力恐怖活動是影響新疆民族團結、社會穩定的重大現實危害”，並指要加快相應的地方立法工作，特別是為打擊暴力恐怖犯罪提供法律支持。[48]
- 新疆维吾尔自治区政協主席努爾蘭·阿不都滿金在月度協商會上，形容案件造成大量無辜群眾傷亡，令社會各界無比震驚、痛心及憤慨，指責暴力恐怖分子濫殺無辜，喪心病狂，滅絕人性，嚴重危害了社會正常秩序及和諧穩定。他指犯案者欠下新疆各族人民的又一筆血債，充分暴露了其反社會、反人類、反文明的兇殘本質和醜惡嘴臉，對其犯下的滔天罪行表示最強烈的譴責，對不幸遇害的無辜群眾表示最沉痛的哀悼，對死難者家屬和受傷群眾表示最深切的慰問。[49]
- 新疆維吾爾自治區烏魯木齊市市長伊力哈木·沙比爾發表電視講話，形容兇徒的手段兇殘、喪心病狂、令人髮指，並指「強烈譴責、憤怒聲討這種滅絕人性的犯罪行為」。[50]
- 中華人民共和國外交部發言人洪磊在例行記者會上形容事件是一宗「性質極其惡劣的嚴重暴力恐怖案件」，「再次說明暴力恐怖分子反社會、反人類、反文明的本質，應當受到中國人民和國際社會的強烈譴責」[51]。

### 国际
- 俄羅斯：总统普京就乌鲁木齐市爆炸事件向中国国家主席习近平表示慰问，并强调俄罗斯仍希望同中国在打击各种形式的恐怖主义和极端主义领域加强合作。俄罗斯外交部发言人卢卡舍维奇周四在新闻发布会上表示，俄方对导致30多人死亡的乌鲁木齐恐怖袭击事件表示强烈谴责，并表示期待组织者和实施者能被找出并受到应有惩罚[52][53]。
- 美国 ：驻华大使馆发布微博，向暴力袭击的受害者、他们的家人及所有受影响的人表示最深切的慰问和同情[54][55]。白宫也发表声明，称此次袭击是“骇人的恐怖袭击”，发言人卡尼称“对于无辜的平民，这是卑鄙可耻的暴力行为，美国坚决反对任何形式的恐怖主义。”[56]美国国务院发言人珍妮佛·普萨基也表示美方强烈谴责这一暴力恐怖袭击行径。[57]美国联邦调查局驻北京办事处助理法务专员吴北成向受害者及家属表示了慰问和同情。[58]
- 英国：外交大臣威廉·黑格发表声明，称“获悉中国新疆发生恐怖袭击，我感到痛心。我的心与那些受害人及他们的家属们同在”，并称英国强烈谴责针对平民的暴行[59]。
- 加拿大：外交部長約翰·貝爾德發表聲明，稱“針對無辜平民的暴力行為令人震驚、駭人聽聞，應該受到大家的譴責”，並代表所有加拿大人對遇難者及其親屬表示最深切的哀悼和慰問，祈禱傷者早日痊愈。[60]。
- 法國：官方对袭击案予以谴责，外交部发言人纳达尔“对遇难者的家庭和朋友致以慰问。”[61][53]
- 朝鮮民主主義人民共和國：内阁总理朴奉珠23日向中国国务院总理李克强致慰问电。对中国政府和遇难者家属表示深切的同情和慰问。重申朝鲜政府始终反对一切形式的恐怖主义和对其任何支援的立场，并希望中国政府早日消除炸弹恐怖事件的后果，保障国家的社会政治稳定。[62]
- 巴基斯坦：外交部发言人阿斯拉姆在例行吹风会上表示，巴基斯坦强烈谴责发生在乌鲁木齐的恐怖袭击，对中国政府和人民表示同情[63]。
- 印度：外交部发表声明，表示强烈谴责袭击案，反对任何形式的恐怖主义，并向遇难者的家庭致以慰问。[64]
- 匈牙利：外交部发表声明说，惊悉中国新疆乌鲁木齐一个市场发生爆炸恐怖袭击事件，对恐怖袭击遇难者的家属表示深切慰问，对受伤者及其家人表示同情。匈牙利外交部称，匈牙利政府的原则立场是，强烈谴责一切形式的恐怖主义。针对无辜者的恐怖行为属于严重的犯罪，在任何情况下都不能接受[63]。
- 阿富汗：总统卡尔扎伊对这起针对无辜平民的暴力袭击事件表示强烈谴责。总统府发表声明称，总统卡尔扎伊对中国政府和人民表示深切慰问，并且指出此次袭击企图破坏和平与稳定，制造袭击者不愿意看到地区和平、稳定和发展。[53]
- 伊朗：外交部发言人阿芙哈姆对此次恐怖袭击事件表示谴责，称一切针对平民的暴力和极端主义行为，无论在何地发生，都应受到谴责[53]。
- 越南：外交部发言人黎海平：“越南强烈谴责二十二日在中国新疆乌鲁木齐发生，导致大量无辜平民死亡和受伤的恐怖爆炸袭击事件。我们向中国政府和人民，特别是受害者家属致以深切慰问，并相信，这起恐怖爆炸案件的制造者将受到应有惩处。”[65]
- 希腊：外交部长韦尼泽洛斯发表声明，对此次恐怖袭击事件表示强烈谴责。声明称:“我们和中国人民站在一起，并向遇难者的家人表示哀悼，祝愿伤者早日康复。”[53]
- ：驻华大使孙芳安对恐怖袭击事件表示谴责。她在声明中称，澳大利亚政府反对任何形式的恐怖主义，并且谴责针对无辜民众的袭击[53]。
- 土耳其：外交部发表声明，对这起令人发指的事件表示强烈谴责，对遇难者及家属表示慰问，土耳其反对一切形式的恐怖主义[66]。
- 联合国：秘书长潘基文22日通过发言人发表声明，对于发生在中国新疆一处露天市场的针对平民的袭击予以谴责。他向处于悲痛之中的家庭和中国人民和政府表达慰问，并祝愿伤者早日康复。潘基文强调，没有任何理由可以为杀害平民的行为进行开脱。他希望肇事者将被绳之以法[67]。
- 欧盟：欧洲对外行动署发言人马娅·科齐扬契奇表示，欧盟＂谴责这种毫无意义的暴力行动，并对遇难者亲友致以衷心慰问＂[53]。
- 上海合作组织：秘书长德米特里·梅津采夫发表声明称，上海合作组织秘书处对此表示强烈愤慨，并深感悲痛，对遇难者表示深切哀悼，对遇难者亲属和伤者表示诚挚慰问，强烈遣责这一恐怖袭击事件。声明说，打击恐怖主义是上海合作组织的优先方向，国际社会应进一步加强合作，有效打击恐怖活动[68]。
- 非洲联盟：官方谴责袭击案，主席祖马对遇难者表示同情，并祝愿伤者早日康复，同时对中国政府表示坚定支持。并呼吁国际社会应联合起来，采取果断行动，在全球范围内打击恐怖主义的“野蛮行径”。[69]

## 相关评论

### 中国大陆媒体
人民网发表网评《暴恐分子一日不除，国家一日难安》，表示“对暴恐势力丝毫妥协，就是对公众不负责任；对暴恐分子丝毫麻痹，他们就可能得寸进尺。”号召和乌鲁木齐的兄弟们一起，挺过难关。
新疆财经大学法学院院长、教授德全英在《人民日报》上发表文章，认为对于恐怖主义的威胁，必须做到以下三点：（1）必须进一步加大国际合作力度；（2）制定一部统一的、完整的反恐法；（3）要以现代文化为引领，加强思想文化领域工作。

### 其他国家和地区媒体
美国《華爾街日報》表示，此次恐怖袭击事件是中國近来發生的一系列襲擊事件中的最嚴重者，暴力恐怖活動已成為中國領導人面对的最緊迫的國內安全問題。
德國新聞電視台表示，这一系列血案讓中國政府下決心擴大其“反恐戰爭”。調查顯示，80%的民眾支持警察佩帶武器執勤。報道稱，反恐現狀將促使中國盡快推出反恐法。
英國《每日電訊報》刊文稱，中國數十年來和其西部國境的小規模恐怖主義作鬥爭，但2014年恐怖襲擊的規模發生突變。中國現代國際關係研究院反恐中心主任李偉表示：“同20世紀90年代相比，現在的恐怖分子涉及到了中國的更多區域，而我們則是看到了更多的自殺式襲擊，而非遙控炸彈襲擊或是投毒。”
美國丹佛KDVR電視台網站援引澳大利亞拉籌伯大學的專家詹姆斯·雷鮑德的分析称，最近幾起恐怖襲擊事件表明恐怖分子已改變目標，無辜平民成為主要目標，案件发生地點也是平民聚集场所，恐怖分子的意圖就是大規模殘害平民。
詹姆斯敦基金會非洲和歐亞事務分析師雅各布（Jacob Zenn）说：“使用汽車沖撞是新疆武裝分子自2011年起所使用的策略，而在這次的事件中新出現的則是炸彈。這可能是國外武裝分子教給國內武裝分子的，他們可能是通過互聯網，亦或是將材料送至新疆的手段來予以實施。”
接受德国之声采访的中国问题专家阿尔佩尔曼表示，中国新疆最近发生的恐怖主义袭击更多的是因为社会矛盾的激化，极端主义思想只是次要原因。他认为新疆的经济增长使汉族人受益更多，而维吾尔人工作时受到歧视，这才是导致袭击事件增多的社会背景。
日本《外交家》雜志的網站发表文章称，中國的恐怖主義問題是個國際性的問題，而不是簡單的國內問題，維吾爾的恐怖組織也在進行跨境運作。
澳大利亚格里菲斯大学的新疆问题专家迈克尔·克拉克（Michael Clarke）在给BBC的专稿中认为维吾尔人对中国统治的对抗正变得更加剧烈，也更加极端。袭击的目的不止是加剧中国政府和维吾尔激进分子之间的冲突，而且还要使当地维族和汉族人口间的矛盾进一步激化。且维族激进分子可能正在学习基地组织的模式，试图进行造成大量伤亡的恐怖行动。
美国印第安纳大学的新疆问题专家加德纳·博芬顿（Gardner Bovingdon）认为最近的袭击可能表明，激进分子采用了一个新的战略：用袭击驱使当局进行更严酷的镇压，而镇压会使更多的维吾尔人极端化，更愿意加入激进组织。
蘭州大學中亞研究所所長楊恕对香港《文汇报》表示，恐怖分子使用爆炸物實施暴力恐怖犯罪正在增加，且今後有增多趋勢，中國在反恐方面「打擊有力」，但「防範不足」，特別是情報預警工作嚴重不足，今後須「打反」兩手都要硬，要動員民眾特別是維吾爾族民眾參與到反恐工作中。他还认为此次事件的作案動機，或許與前一日新疆维吾尔自治区高级人民法院召开新闻发布会公布各地此前宣判三十多名暴恐分子的情况有關，可能是一种報復行為。  
新加坡的國際政治暴力和恐怖主義研究中心主任古納拉特納在接受美國麥克萊齊報業網站採訪时说，中國需要和美國及其他國家建立更強大的聯繫，获得情报信息，以及时處理伊斯蘭恐怖分子。
香港《星島日報》认为，中國政府应借鉴美國的經驗，將反恐情報的收集和研究提升至國家戰略層面，成立國家反恐中心，在反恐情報工作上取得主動，将恐怖襲擊事件消滅於萌芽状态。

## 谣言
5月23日，新浪微博上有人传谣称犯罪嫌疑人吾加阿西木·卡斯木及其女友驾车进入成都，随后该传言被警方否认。
亦有传播“新疆喀什等地将关闭互联网”的假通知文件，当局给予辟谣。